# Catherine Mouchet
Catherine Mouchet (21 de agosto de 1959) é uma atriz francesa.